# Marc García
Marc García Antonell (Manresa, 7 de março de 1996) é um basquetebolista profissional espanhol que atualmente joga pelo Baloncesto Sevilla. O atleta possui 1,97m de altura e atua na posição armador.  